# Sean Penn
Sean Justin Penn (Santa Mónica, California, 17 de agosto de 1960), conocido como Sean Penn, es un actor, activista, guionista, escritor, director de cine, productor de cine y político estadounidense. Ha sido galardonado, entre otros, con dos premios Óscar por su interpretación en las películas Mystic River (2003) y Milk (2008). 
Comenzó su carrera como actor con una breve aparición en un episodio dirigido por su padre Leo Penn en la serie televisiva Little House on the Prairie (1974). En 1981 y habiendo realizado previamente para telefilmes algunos papeles, debutaría en el cine con la película Taps, más allá del honor (1981). Durante la década de 1980, interpretaría gran variedad de roles en películas como Fast Times at Ridgemont High (1982) o Bad Boys (1983), entre otras. Gracias a su interpretación en la película dirigida por Brian De Palma, Carlito's Way (1993), obtuvo la atención de la crítica y comenzó a destacar como actor gracias a su papel de condenado a muerte en Dead Man Walking (1995) junto a Susan Sarandon, siendo nominado por primera vez al Óscar al mejor actor y ganando el Oso de Plata a la mejor interpretación masculina del Festival Internacional de Cine de Berlín por ello. Volvería a ser nominado al Óscar dos veces más por sus papeles protagonistas en la comedia dramática de Woody Allen, Sweet and lowdown (1999) y en el drama I am Sam (2001). Dos años después de su última nominación, conseguiría su primer Óscar al mejor actor de la mano de Mystic River (2003) y su segundo, cinco años después, por Milk (2008). También ha sido galardonado con el Premio al mejor actor del Festival de Cannes por She's So Lovely (1997) y dos Copa Volpi del Festival de Cine de Venecia por Hurlyburly (1998) y 21 gramos (2003).
Debutó como director con la película The Indian Runner (1991), seguida después con los dramas The Crossing Guard (1995) y The Pledge (2001), ambas protagonizadas por Jack Nicholson. En 2002, dirigió un fragmento de la película 11'09"01 - September 11, realizada en respuesta a los Atentados del 11 de septiembre de 2001. Su cuarto largometraje, Into the Wild (2007), fue aclamado por la crítica y recibió dos nominaciones a los Óscar por mejor actor de reparto a Hal Holbrook y mejor montaje.
Además de su labor en el cine, es conocido por su activismo político y social, especialmente por su crítica hacia la Administración Bush, su amistad con los presidentes de Venezuela y Cuba, así como por su labor humanitaria en las secuelas del huracán Katrina en 2005 y el terremoto de Haití de 2010. También atrajo la atención de los medios de comunicación debido a sus matrimonios anteriores con la cantante Madonna y la actriz Robin Wright, con la cual tiene dos hijos. Es considerado como uno de los actores más célebres y versátiles de su generación, debido a su habilidad interpretativa.

## Biografía
Hijo del actor y director de cine Leo Penn y de la actriz Eileen Ryan, es el segundo de tres hermanos. El mayor es el músico Michael Penn y el menor, el también actor Chris Penn que falleció debido a una miocardiopatía no especificada en 2006. Sus abuelos paternos eran emigrantes judíos de Lituania y Rusia, mientras que su madre es católica con ascendencia italiana e irlandesa. Sean Penn fue educado en la laicidad y asistió a la Santa Monica High School. Es amigo de la infancia, entre otros, de los hermanos y también actores Emilio Estévez y Charlie Sheen.

## Trayectoria profesional

### Décadas de 1970 y 1980
Su primera aparición en pantalla fue como extra en un episodio de la serie televisiva La casa de la pradera (1974-1982) y dirigido por su padre, Leo Penn, en 1974. Cinco años después de su debut televisivo, en 1979, tendría un papel en un episodio de la serie detectivesca protagonizada por Buddy Ebsen, Barnaby Jones.
En 1981, debutaría en el cine interpretando a un cadete en la academia militar en la película Taps, más allá del honor de Harold Becker junto a George C. Scott, Timothy Hutton, Ronny Cox y un también novato Tom Cruise no sin antes haber participado en dos telefilmes, Hellinger's Law dirigido por su padre y La muerte de Randy Webster de Sam Wanamaker, y en un cortometraje llamado The Beaver Kid 2 del director independiente Trent Harris.
Un año más tarde, protagonizó la exitosa comedia juvenil Fast Times at Ridgemont High de Amy Heckerling haciendo de Jeff Spicoli, un joven surfista.
En 1983, interpretó a Mick O'Brien, un joven pandillero que tiene problemas con la justicia, en el drama Bad Boys de Rick Rosenthal. Además, realizó un cameo en la comedia dramática protagonizada por Tom Cruise, Risky Business de Paul Brickman, como también un breve papel en Summerspell.
Protagonizó, en 1984, junto a Donald Sutherland y Jack Warden la película Crackers de Louis Malle, estrenada en la 34.ª edición del Festival Internacional de Cine de Berlín. También obtuvo un papel protagonista con Elizabeth McGovern y Nicolas Cage en Racing with the Moon de Richard Benjamin.
En 1985, caracterizó en la película The Falcon and the Snowman, dirigida por John Schlesinger, a Andrew Daulton Lee, un preso real condenado por espionaje y por revelar documentos secretos a la Unión Soviética durante la Guerra Fría junto a su amigo Christopher Boyce, cuyo papel fue interpretado por Timothy Hutton. Después de su puesta en libertad condicional en 1998, el actor le contrató como su asistente personal, en parte porque quería recompensar a este por su papel en la película y también por ayudar a su reinserción en la sociedad debido a su creencia firme en la rehabilitación de los reos.
Durante 1986, interpretaría a Brad Whitehood, Jr., hijo de un gánster envuelto en las actividades ilícitas de su padre interpretado por Christopher Walken en la película At Close Range, en la que también compartió reparto con su hermano Chris Penn. Y co-protagonizaría junto con la que por entonces era su reciente esposa Madonna, la no muy exitosa y criticada película Shangai Surprise.
En 1988, interpretó al novato oficial de policía Danny McGavin junto a Robert Duvall en Colors de Dennis Hopper. Sean Penn fue arrestado el año anterior durante la grabación de la película por agredir a un fotógrafo que lo estaba retratando sin permiso y condenado a 60 días de cárcel de los que sólo cumplió 33. También volvería a actuar bajo las órdenes de su padre en la película Judgment in Berlin.
En 1989 protagonizaría dos películas, la primera junto a Michael J. Fox, Casualties of War de Brian De Palma y la segunda con Robert De Niro y Demi Moore, We're No Angels dirigida por Neil Jordan.

### Desde 1990

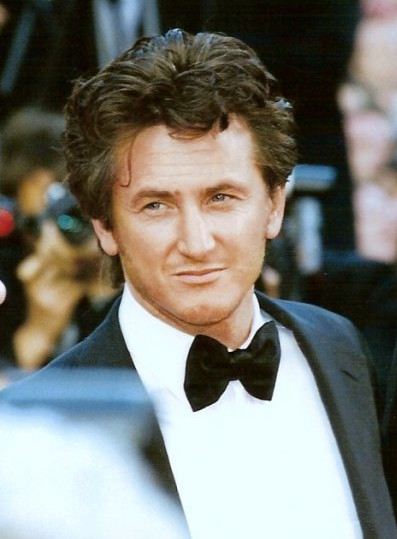
Durante el Festival de Cannes, en 1997.

En 1990, Penn actuó en Cool Blue de Richard Sephard y protagonizó State of Grace compartiendo reparto con Ed Harris, Gary Oldman y la que sería en el futuro su esposa, Robin Wright Penn. A partir de entonces se centró en su debut como director que le mantuvo alejado de los escenarios un año. En 1992, participó en un cortometraje llamado Cruise Control, para después protagonizar de nuevo de la mano de Brian De Palma, Carlito's Way junto a Al Pacino al año siguiente.
Tras otro año sin pisar los escenarios, en 1995 interpretó a Matthew Poncelet, un reo en el corredor de la muerte por el asesinato de dos adolescentes que recibe ayuda de la hermana Helen Prejean interpretada por Susan Sarandon en Dead Man Walking de Tim Robbins.
En 2003, ganó el premio Óscar al mejor actor por su actuación el año anterior en la película Mystic River. En octubre de 2008 estrenó Milk, dirigida por Gus Van Sant, donde da vida al político Harvey Milk, que fue la primera persona declaradamente homosexual en ser elegida para un puesto público en los Estados Unidos (concejal de distrito de San Francisco). Con su papel en esta película consigue ganar por segunda vez el Premio Óscar y ser finalista en los Premios Globo de Oro.
En 2009, anunció que se retiraría por lo menos un año del cine para dedicarse a su familia, por lo que tuvo que renunciar a dos de sus proyectos: Los Tres Chiflados y Cartel. Sin embargo, en septiembre de 2017, se confirmó la participación de Sean Penn en la nueva serie The First, dirigida por Beau Willimon.

## Activismo político

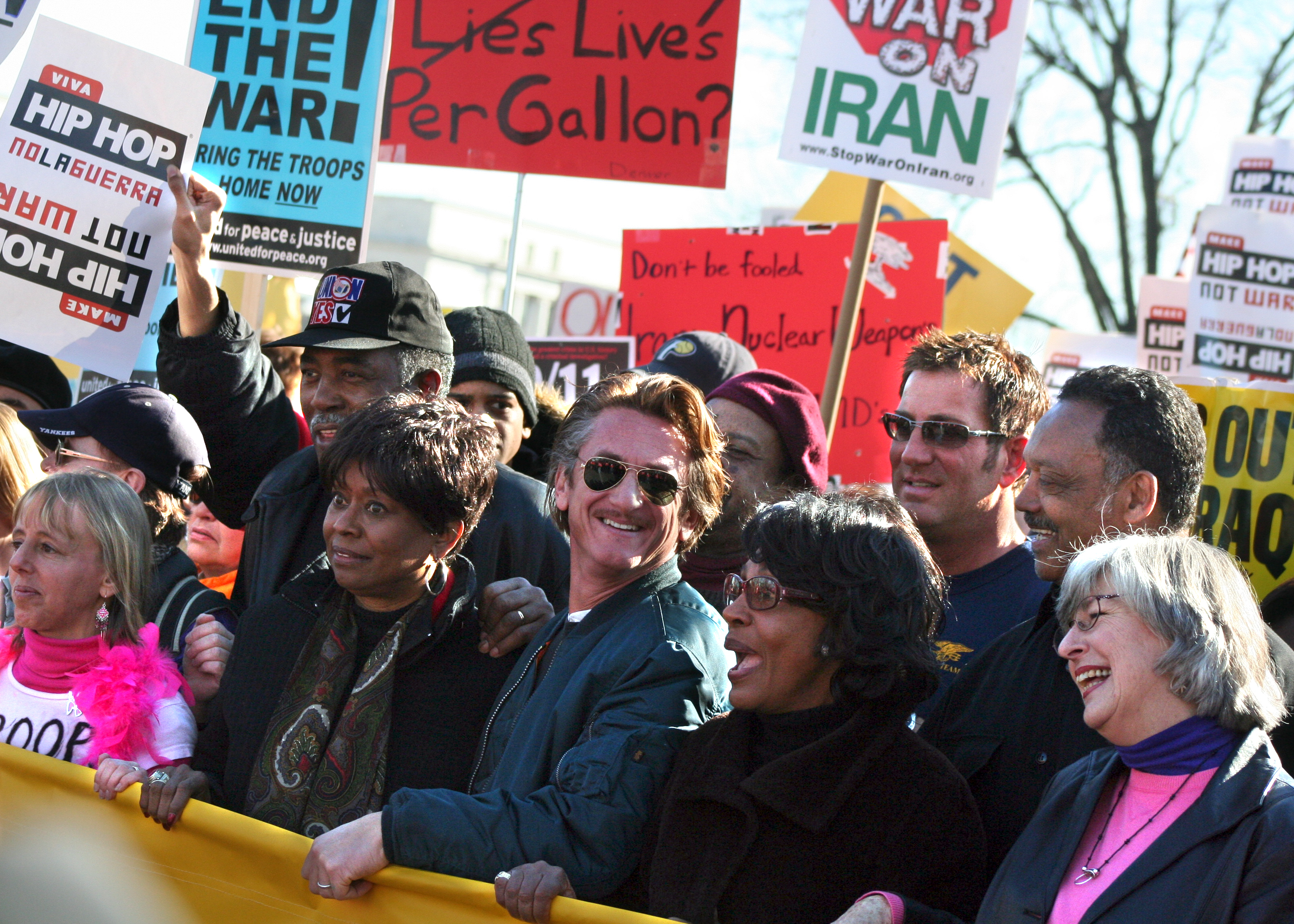
Penn en una marcha de protesta en contra de la invasión a Irak en marzo de 2003.

Penn se opuso a la invasión de Irak de 2003, llegando incluso a visitar dicho país algunas semanas antes de que se iniciara la operación militar.
Activista político, se ha definido políticamente como marxista y fue amigo del presidente socialista de Venezuela Hugo Chávez, a cuyo funeral asistió en marzo de 2013. En enero de 2008 renunció a su trabajo como periodista en el periódico San Francisco Chronicle, en el que era colaborador, porque no le gustó que el periódico calificara a Chávez como dictador, ya que había sido elegido democráticamente.
En febrero de 2012, hizo fuertes declaraciones sobre el colonialismo y su decadencia, haciendo hincapié especialmente en la cuestión de las islas Malvinas; en sus dichos interpone el diálogo diplomático y generar una manera de devolver las islas Malvinas a la Argentina. Todo un riesgo por parte del actor, dada la posición inamovible del Reino Unido sobre el asunto.
Entrevistó a Joaquín "El Chapo" Guzmán en octubre del 2015, cuando este se encontraba prófugo del gobierno mexicano. La entrevista fue publicada en enero de 2016 por la revista Rolling Stone, tras la captura de Guzmán.

## Vida privada

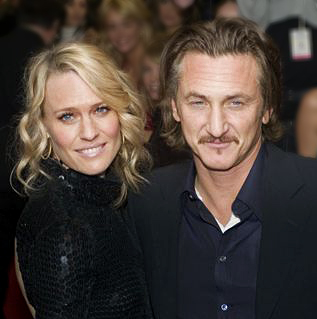
Robin Wright y Sean Penn en 2006.

De 1985 a 1989, estuvo casado con la cantante pop Madonna. Fue una relación mediática y tormentosa que le hizo ganar una reputación de hombre violento, debido en gran parte a la gran cobertura de la prensa, que llegaron a decir que Sean Penn llegaba incluso a dejar a la cantante atada a una silla durante horas para que no saliera de casa o que llegó a agredirla con un bate de béisbol. Esta situación acabó enfrentando a Penn con los paparazis; Penn llegó a golpear a uno de ellos, por lo que fue condenado a cumplir 60 días de prisión preventiva. En 2015, Madonna realizó la siguiente declaración acerca de su exmarido: "Soy consciente de las alegaciones que han surgido a lo largo de los años acusando a Sean de maltratarme físicamente y de abusar de mí. Aunque es cierto que tuvimos más de una discusión acalorada durante nuestro matrimonio, Sean jamás me ha pegado, atado o abusado físicamente de mí, y cualquier información que diga lo contrario es totalmente falsa, indignante, maliciosa y temeraria".
En 1996 contrajo matrimonio con Robin Wright, con quien tuvo dos hijos, Dylan Frances (1991) y Hopper Jack (1993). Anunció su divorcio el 28 de diciembre de 2007 y lo anuló el 8 de abril de 2008. Sin embargo, en agosto de 2010 dejó a su esposa y desde 2013 tuvo una relación con la actriz Charlize Theron, terminada en julio de 2015.
Entre 2016 y 2021, el actor mantiene una relación con la actriz Leila George. En julio del 2020 contraen matrimonio y en diciembre de 2021 consiguen el divorcio.

## Filmografía
Actor
- Taps, más allá del honor (1981)

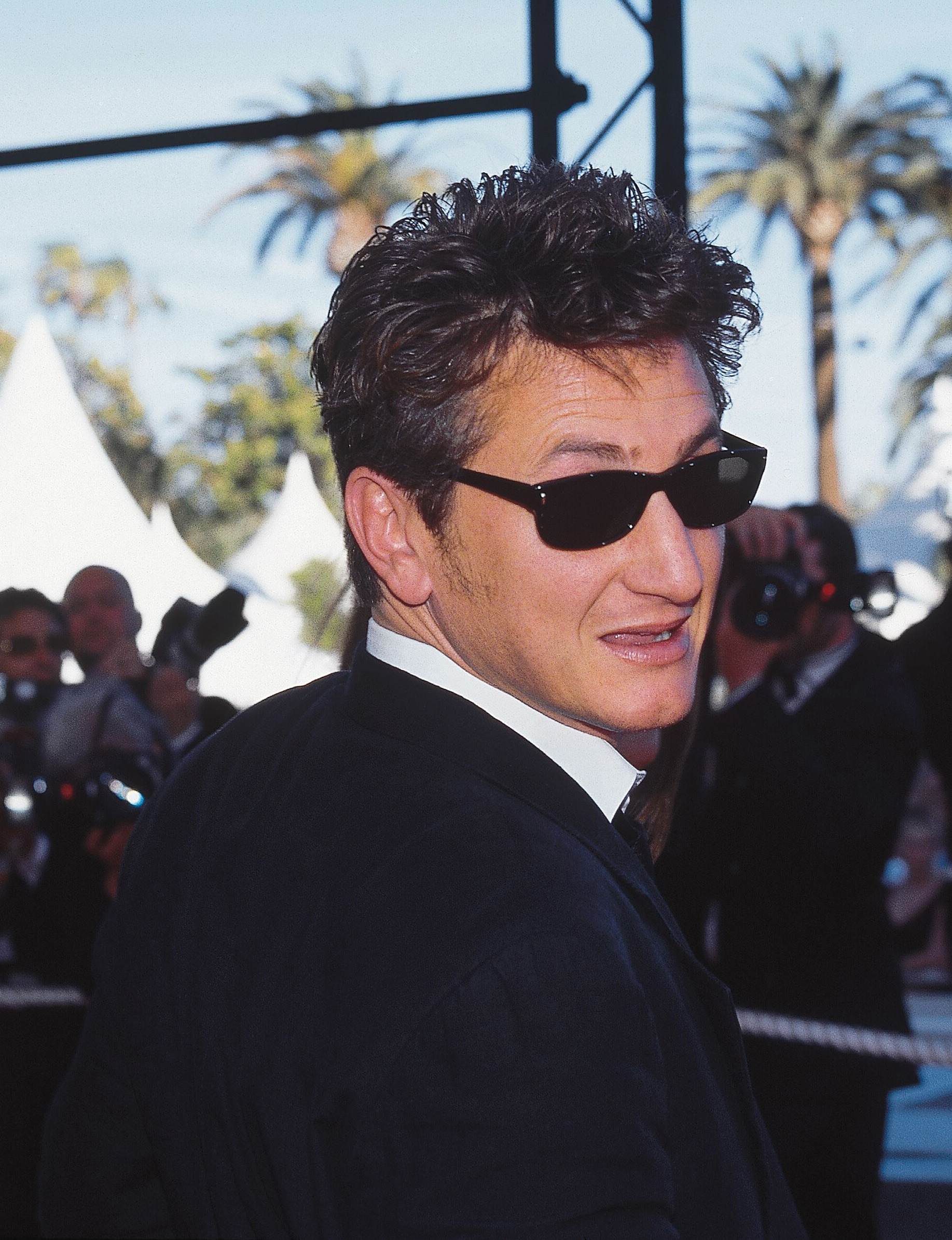
Sean Penn, en el 2000.

- Fast Times at Ridgemont High (1982)
- Bad Boys (1983)
- Racing with the Moon (1984)
- El juego del halcón (1985)
- Shanghai Surprise (1986)
- At Close Range (1986)
- Colors (1988)
- Casualties of War (1989)
- We're No Angels (1989)
- State of Grace (1990)
- Carlito's Way (1993)
- Dead Man Walking (1995)
- Hugo Pool (1997)
- She´s So Lovely (1997)
- The Game (1997)
- Giro al infierno (1997)
- Hurlyburly (1998)
- La delgada línea roja (1998)
- Friends (1999)
- Sweet and lowdown (1999)
- Antes que anochezca (2000)
- I am Sam (2001)
- The Weight of Water (2001)
- 21 gramos (2003)
- Mystic River (2003)
- It`s All about Love (2003)
- Two and a half men (2004)
- The Assassination of Richard Nixon (2004)
- La intérprete (2005)
- Todos los hombres del rey (2006)
- Milk (2008)
- What Just Happened (2008)
- Fair Game (2010)
- This Must Be The Place (2011)
- El árbol de la vida (2011)
- The Secret Life of Walter Mitty (2013)
- Gangster Squad (2013)
- The Gunman (2015)
- The Angry Birds Movie (voz, 2016)
- Sound of Sun (cortometraje, 2017)
- The First (8 episodios, 2018)
- The Professor and the Madman (2019)
- Licorice Pizza (2021)
- Gaslit (2022)
- Daddio (2024)[25]

Director
- The Indian Runner (1991)
- The Crossing Guard (1995)
- The Pledge (2001)
- 11'09"01 - September 11 (2002) (documental)
- Into the Wild (2007)
- The Last Face (2016) (nominado a la Palma de Oro)

Guionista
- The Indian Runner (1991)
- The Crossing Guard (1995)
- 11'09"01 - September 11 (2002) (documental)
- Into the Wild (2007)

## Premios y nominaciones
Premios Óscar
| Año  | Categoría   | Película          | Resultado |
| ---- | ----------- | ----------------- | --------- |
| 1996 | Mejor actor | Pena de muerte    | Candidato |
| 2000 | Mejor actor | Sweet and lowdown | Candidato |
| 2002 | Mejor actor | I am Sam          | Candidato |
| 2004 | Mejor actor | Mystic River      | Ganador   |
| 2009 | Mejor actor | Milk              | Ganador   |

Premios Globo de Oro 
| Año  | Categoría              | Película              | Resultado |
| ---- | ---------------------- | --------------------- | --------- |
| 2009 | Mejor actor - Drama    | Milk                  | Candidato |
| 2004 | Mejor actor - Drama    | Mystic River          | Ganador   |
| 2002 | Mejor actor - Drama    | Yo soy Sam            | Candidato |
| 2000 | Mejor actor - Drama    | Sweet and lowdown     | Candidato |
| 1999 | Mejor actor - Drama    | La delgada línea roja | Candidato |
| 1996 | Mejor actor - Drama    | Pena de muerte        | Candidato |
| 1994 | Mejor actor de reparto | Carlito's Way         | Candidato |

Premios BAFTA
| Año  | Categoría   | Película     | Resultado |
| ---- | ----------- | ------------ | --------- |
| 2009 | Mejor actor | Milk         | Candidato |
| 2003 | Mejor actor | Mystic River | Candidato |
| 2003 | Mejor actor | 21 gramos    | Candidato |

Premios del Sindicato de Actores
| Año  | Categoría     | Película       | Resultado |
| ---- | ------------- | -------------- | --------- |
| 2009 | Mejor reparto | Milk           | Candidato |
| 2009 | Mejor actor   | Milk           | Ganador   |
| 2004 | Mejor reparto | Mystic River   | Candidato |
| 2004 | Mejor actor   | Mystic River   | Candidato |
| 2001 | Mejor actor   | I am Sam       | Candidato |
| 1995 | Mejor actor   | Pena de muerte | Candidato |

Premios Satellite
| Año  | Categoría                       | Película              | Resultado |
| ---- | ------------------------------- | --------------------- | --------- |
| 2008 | Mejor actor - Drama             | Milk                  | Candidato |
| 2003 | Mejor actor - Drama             | 21 gramos             | Candidato |
| 2001 | Mejor actor - Drama             | I am Sam              | Candidato |
| 1999 | Mejor actor - Comedia o musical | Acordes y desacuerdos | Candidato |

Festival Internacional de Cine de Venecia
| Año  | Categoría                 | Película   | Resultado |
| ---- | ------------------------- | ---------- | --------- |
| 1998 | Copa Volpi al mejor actor | Hurlyburly | Ganador   |
| 2003 | Copa Volpi al mejor actor | 21 gramos  | Ganador   |

Festival Internacional de Cine de San Sebastián
| Año  | Categoría | Película        | Resultado |
| ---- | --------- | --------------- | --------- |
| 2003 |           | Premio Donostia | Ganador   |

Festival Internacional de Cine de Cannes
| Año  | Categoría   | Película        | Resultado |
| ---- | ----------- | --------------- | --------- |
| 1997 | Mejor Actor | She's So Lovely | Ganador   |

Festival Internacional de Cine de Berlín
| Año  | Categoría                  | Película         | Resultado |
| ---- | -------------------------- | ---------------- | --------- |
| 1996 | Oso de Plata a mejor actor | Dead Man Walking | Ganador   |